# Гальмівний асистент
Гальмівни́й асисте́нт (англ. Brake Assist System, BAS, англ. Brake Assist, BA, фр. Aide au Freinage d'Urgence, AFU; у розмовній мові — «догальмовувач») — автомобільна електронна система активної безпеки, яка на основі аналізу швидкості прикладання водієм зусилля до педалі гальм створює додаткове гальмівне зусилля. У випадку, якщо до педалі гальма докладено різкий вплив — це призводить до спрацьовування гальмівного асистента, який розвиває максимально можливе зусилля, незалежно від реакції людини. Спрацювання даної системи сприймається водієм, як «провал» педалі гальм. Застосування системи обумовлено результатами дослідження, проведеними компанією Mercedes-Benz, в ході якого виявилося, що в критичній ситуації водій дуже часто натискає на педаль гальм різко, але недостатньо сильно.

## Принцип роботи
Гальмівний асистент за тими чи іншими ознаками (сигналами) виявляє екстрене гальмування, доводить тиск в гальмівній системі до максимуму і утримує його таким до повної зупинки автомобіля. Система може бути реалізованою за допомогою електронних компонентів з використанням вакуумного підсилювача гальм і/або гідравлічних пристроїв гальмівної системи.
Гальмівний асистент вперше з'явився на споживчому ринку у 1994 році на Audi A6 C4 під назвою «Brake assist». Слідом за Audi власні розробки запропонували такі компанії, як Volkswagen, Mercedes, Acura, Infiniti, BMW, Citroen, Rolls-Royce, Land Rover та Volvo.
Поява такої системи стала можливою лише після запровадження ABS, оскільки гальмівний асистент завжди збільшує гальмівну силу до максимальної, в умовах недостатнього зчеплення з дорогою можливе блокування коліс, яке ABS не допускає.
При виявленні потреби екстреного гальмування враховуються:
- поточна швидкість автомобіля;
- швидкість натискання на педаль гальма;
- сила (глибина) натискання педалі гальма;
- відстань до перешкоди попереду тощо.

## Системи гідравлічного типу
Гальмівні асистенти гідравлічного типу забезпечують збільшення тиску рідини в гальмівній системі за рахунок використання елементів системи курсової стійкості. До таких систем належать:
- HBA (англ. Hydraulic Braking Assistance) на автомобілях Volkswagen, Audi[1];
- HBB (англ. Hydraulic Brake Booster) на автомобілях Audi, та розробки компаній TRW[2], ATE[3];
- SBC (англ. Sensotronic Brake Control) на автомобілях Mercedes-Benz;
- DBC (англ. Dynamic Brake Control) на автомобілях BMW[4];
- BA Plus (англ. Brake Assist Plus) на автомобілях Mercedes-Benz.

Система HBA розпізнає екстрену ситуацію за швидкістю і силою натиснення на педаль гальма. У роботі системи використовується датчик тиску в гальмівній системі, датчики частоти обертання коліс, вимикач стоп-сигналу. На основі значень вхідних сигналів електронний блок керування за необхідності включає насос зворотної подачі, який доводить тиск в гальмівній системі до максимального.
Система HBB за певних режимів експлуатації автомобіля (прогрівання двигуна тощо) дублює вакуумний підсилювач гальм. У роботі системи використовуються датчик тиску в гальмівній системі, датчик розрідження у вакуумному підсилювачі, вимикач стоп-сигналу. При недостатньому розрідженні в камерах вакуумного підсилювача система включає насос зворотної подачі і підвищує тиск в гальмівній системі до необхідного рівня.
Система SBC у своїй роботі враховує низку факторів, у тому числі: швидкість перенесення ноги з педалі газу на педаль гальма, силу натискання на педаль гальма, якість дорожнього покриття, напрямок руху та інші параметри. У відповідності з конкретними умовами руху електронний блок керування формує оптимальне гальмівне зусилля на кожне колесо .
Система DBC за надзвичайної ситуації при швидкому і з більшим зусиллям натисненні педалі гальм система моментально підвищує тиск у гальмівній системі до максимального для екстреної зупинки автомобіля. Блок керування DBC регулює гальмівний тиск відповідно до поточної швидкості автомобіля і ступеня зносу гальмівних колодок. Крім того, комп'ютер DBC підключений у мережу з іншими системами керування шасі автомобіля, таких як система динамічного контролю курсової стійкості (DSC) і антиблокувальною гальмівною системою (ABS), які працюють разом, щоб забезпечити найвищі рівні безпеки руху.
Система BA Plus контролює відстань до автомобіля, що знаходиться попереду за допомогою радарів системи «Distronic Plus». Якщо відстань є малою і є небезпека зіткнення проводиться візуальне та звукове попередження водія. Якщо водій гальмує недостатньо ефективно система догальмовує за нього.

## Системи пневматичного типу
Гальмівні асистенти пневматичного типу виконують свою функцію шляхом забезпечення ефективнішої роботи вакуумного підсилювача гальм. До них належать системи:
- BA (англ. Brake Assist), BAS (англ. Brake Assist System), EBA (англ. Emergency Brake Assist) на автомобілях Mercedes-Benz, BMW, Toyota, Volvo та ін.;
- AFU (фр. Aide au Freinage d'Urgence) на автомобілях Renault, Peugeot, Citroen.

Конструктивно дані системи об'єднують датчик швидкості переміщення штока вакуумного підсилювача, електронний блок керування і електромагнітний привод штока.
Принцип роботи даної системи базується на розпізнаванні ситуації екстреного гальмування за швидкістю натискання педалі гальма. Швидкість натискання на педаль гальма фіксує датчик швидкості переміщення штока вакуумного підсилювача і передає сигнал в електронний блок керування. Якщо величина сигналу перевищує встановлене значення, електронний блок керування активує електромагніт приводу штока і вакуумний підсилювач гальм дотискує педаль гальма аж до моменту спрацьовування системи ABS.

## Система автоматичного екстреного гальмування

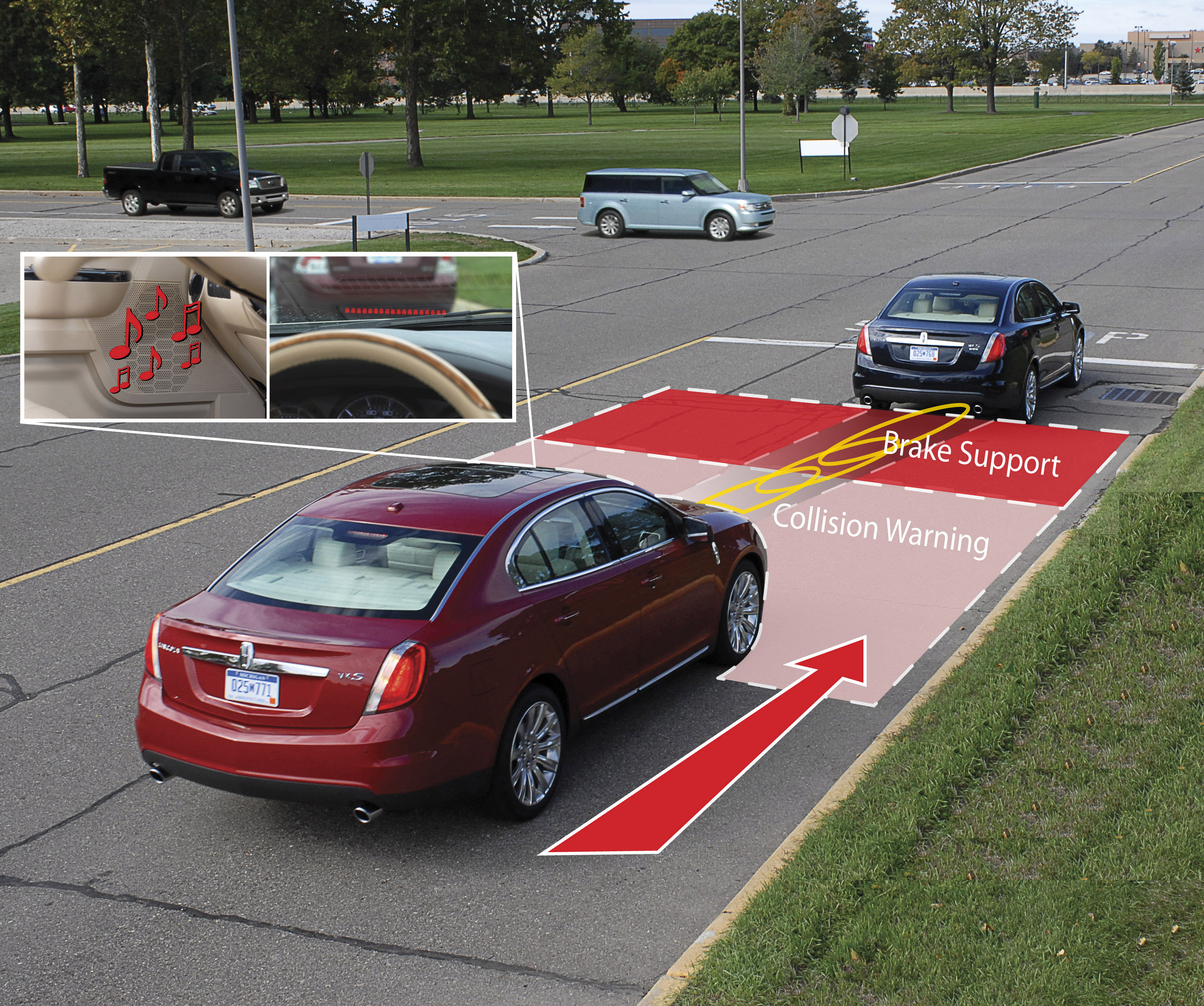
Робота системи Emergency Brake Assist в автоматичному режимі (Collision Warning with Brake Support)

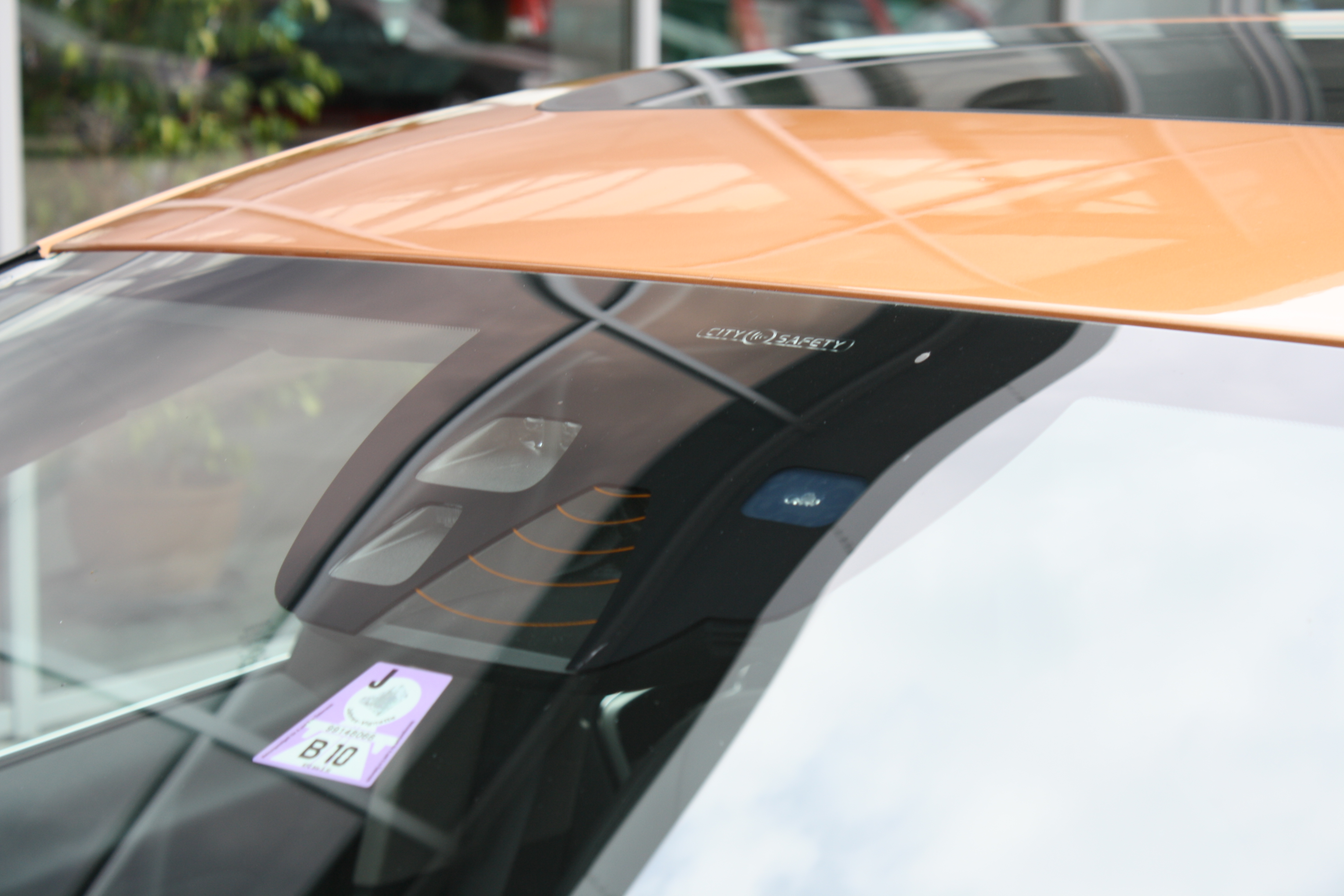
Камери системи «City Safety» (Volvo)

Система автоматичного екстреного гальмування або система попередження зіткнень (англ. collision avoidance system, англ. advanced emergency braking system, AEBS, англ. autonomous emergency braking, AEB) за допомогою радара (лідара) і відеокамери виявляє автомобіль, що рухається (перебуває) попереду. У разі ймовірної аварії (інтенсивного скорочення відстані між автомобілями) система реалізує часткове або максимальне гальмівне зусилля, сповільнює та/або зупиняє автомобіль. Навіть якщо зіткнення відбулося, наслідки його для обох автомобілів будуть значно меншими.
Конструктивно система автоматичного екстреного гальмування побудована на базі інших систем активної безпеки — системі адаптивного круїз-контролю (контроль відстані) і системі курсової стійкості (автоматичне гальмування).
До відомих систем автоматичного екстреного гальмування належать:
- Braking guard (2006), Pre sense (2010), Avoidance assistant та Multicollision brake assist (2015) на автомобілях Audi[7];
- Active Protection (2012), Driving Assistant Plus (2013) на автомобілях BMW;
- Pre-Safe Brake (2003), Brake Assist BAS plus (2006), Pre-Safe Brake (2006)  на автомобілях Mercedes-Benz;
- Collision Mitigation Braking System, CMBS (2003) на автомобілях Honda;
- City Brake Control (2013) на автомобілях Fiat[8];
- Pre-collision system, PCS (2003) на автомобілях Toyota[9][10];
- Active City Stop та Forward Alert на автомобілях Ford;
- Forward Collision Mitigation, FCM (2012) на автомобілях Mitsubishi[11][12];
- City Emergency Brake, Front Assist (2010) на автомобілях Volkswagen[13];
- Collision Warning with Auto Brake (2006) та IntelliSafe (2015) на автомобілях Volvo[14];
- Predictive Emergency Braking System, PEBS від компанії Bosch;
- Automatic Emergency Braking, AEB від компанії TRW.

Слід відзначити, що в перерахованих системах крім автоматичного екстреного гальмування можуть бути реалізовані й інші функції, серед яких попередження водія про небезпеку зіткнення, активація деяких пристроїв пасивної безпеки тощо. Тому дані системи ще називають превентивними системами безпеки.